# Марк Аурель Стейн
Сер Марк Аурель Стейн (угор. Stein Márk Aurél; 26 листопада 1862 — 26 жовтня 1943) — угорський мандрівник та етнограф, який разом із Свеном Гедіном та П. К. Козловим в XX столітті внесли найбільший внесок у дослідження Східного Туркестану. Його основні праці — «Стародавній Хотан» (тт. 1-2, 1907), «Серіндія» (тт. 1-5, 1921), «Внутрішня Азія» (тт. 1-4, 1928). Він був дядьком фізико-хіміка Андраша (Ендрю) Келлера.

## Біографія
Стейн народився в Будапешті, в єврейській родині, але практично все життя працював на британський уряд, в тому числі й з розвідувальними цілями. Починав кар'єру в Лахорській Школі сходознавства, де в 1892 р. підготував до публікації на санскриті єдиний збережений староіндійський історичний трактат — «Потік царів» Кальхани. До 1900 року працював над англійським перекладом цього твору.
У тому ж році Стейн, натхненний прикладом Свена Гедіна, вперше навідався в Східний Туркестан і дійшов «Шовковим шляхом» до Хотана. Ця вилазка стала прелюдією до знаменитої подорожі 1906-08 років, в ході якої Стейн відморозив і внаслідок цього втратив кілька пальців на правій нозі. Місяці поневірянь були винагороджені — Стейну вдалося встановити маршрути караванних шляхів, які пов'язували Європу з Китаєм за часів Римської імперії.
Під час досліджень лоуланьських старожитностей Стейн виявив тексти, написані невідомими на той час тохарськими мовами, і знайшов європеоїдні мумії їх передбачуваних носіїв — Таримські мумії. Перебравшись через пустелю Такла-Макан, біля Дуньхуана, мандрівник виявив Печери Моґао, а в них — близько 40 000 безцінних Дуньхуанських рукописів, включаючи давньотюркську «Книгу ворожінь» і найдавнішу в світі друковану книгу «Діамантова сутра». Частину ранньобуддійських фресок він зняв і перевіз в Музей азійських старожитностей в Нью-Делі.
Підсумки експедиції Стейна розбурхали вчену громадськість Європи, а король подарував йому в 1912 р. лицарський титул. Тоді ж Марк Стейн вивів на чисту воду Іслама Ахуна, який містифікував вчених новоствореними «греко-буддійськими» рукописами на бересті. У 1913-18 і 1930 роках Стейн знову подорожував Східним Туркестаном, хоча з роками сфера його інтересів змістилася на північний захід — у бік стародавньої Кушанскої імперії.
В останні роки життя Стейна найбільш цікавили два питання: греко-буддійські старожитності та східні межі просування військ Олександра Македонського. Його праці сприяли проясненню маршруту македонської армії в Індії. Помер він під час підготовки подорожі до Афганістану і був похований в Кабулі.